# Sử kịch
Sử kịch (tiếng Hàn: 사극; Hanja: 史劇; Romaja: sageuk) ý chỉ thể loại kịch lịch sử của Hàn Quốc, bao gồm các vở kịch truyền thống, phim điện ảnh hay phim truyền hình. Ở Việt Nam, thể loại này thường để chỉ riêng các bộ phim lịch sử cổ trang Hàn Quốc.
Phim điện ảnh lịch sử đầu tiên được biết đến là bộ phim The Story of Chun-hyang sản xuất năm 1923, do một nhà làm phim người Nhật đạo diễn. Phim nói đầu tiên của bán đảo Triều Tiên cũng thuộc thể loại sử kịch (sageuk). Kể từ thập niên 2000, phim điện ảnh lịch sử cổ trang Hàn Quốc bắt đầu thăng hoa. Giai đoạn 2012-2015, điện ảnh Hàn Quốc cho ra lò 5 bộ phim lịch sử phá vỡ kỷ lục 10 triệu người xem. Tính đến tháng 6 năm 2016, phim điện ảnh Hàn Quốc có doanh thu cao nhất cũng thuộc thể loại sử kịch, đó là bộ phim Đại thủy chiến.
Bộ phim truyền hình lịch sử đầu tiên của Hàn Quốc có tựa đề Gukto malli, được chiếu trên đài quốc gia KBS vào năm 1962. Thập niên 2000 chứng kiến sự ra đời của thể loại "sử kịch hỗn hợp" làm thay đổi bộ mặt phim truyền hình lịch sử cổ trang tại Hàn Quốc. Một số tác phẩm quan trọng trong giai đoạn này phải kể đến Thần y Heo Jun, Damo, Nàng Dae Jang-geum, Truyền thuyết Ju-mông và Nữ hoàng Seon Deok.
Đề tài thông dụng của thể loại sử kịch thường là các yếu tố trong văn hóa dân gian và thần thoại Hàn Quốc, các vị hoàng tử nổi tiếng, các vị vua, anh hùng dân tộc và những phụ nữ nổi tiếng.

## Các đề tài thông dụng
Những đề tài thông dụng trong thể loại Sử kịch (sageuk) gồm có:
- Các yếu tố trong văn hóa dân gian Hàn Quốc: các chuyện kể pansori như Chunhyangga; truyện dân gian như Hoàng tử Hodong và công chúa Nakrang; các sinh vật thần thoại như gumiho (cửu vĩ hồ/cáo chín đuôi)
- Thời kỳ Tam Quốc Triều Tiên
- Thời kỳ Nam-Bắc Quốc
- Các vua Cao Ly, đặc biệt là những vị có cuộc đời đầy kịch tính như: Cao Ly Thái Tổ (Vương Kiến), Cao Ly Quang Tông (Vương Chiêu) và Cung Mẫn Vương (Vương Kỳ)
- Các vị vua và hoàng tử nhà Triều Tiên (Joseon), đặc biệt là những vị có cuộc đời đầy kịch tính như: Triều Tiên Thái Tổ (Lý Thành Quế), Triều Tiên Thái Tông (Lý Phương Viễn), Triều Tiên Thế Tông (Lý Tạo), Triều Tiên Thế Tổ (Lý Nhu), Yên Sơn Quân (Lý Long), Quang Hải Quân (Lý Hồn), Trang Hiến Thế tử (Lý Huyên), Triều Tiên Chính Tổ (Lý Toán), Hưng Tuyên Đại Viện Quân (Lý Thị Ứng) và Triều Tiên Cao Tông (Lý Mệnh Phúc)
- Các nữ danh nhân như: Hoàng Chân Y, Hy tần Trương thị, Trương Lục Thủy, Văn Định vương hậu, Thân Sư Nhâm Đường, Đại Trường Kim, Hoàng hậu Minh Thành và Thiện Đức nữ vương
- Các học giả nổi tiếng như: Trịnh Mộng Chu, Trịnh Đạo Truyền, Hoàng Hỉ, Triệu Quang Tổ, Lý Hoảng, Lý Nhị và Liễu Thành Long
- Các tướng lĩnh nổi tiếng như: Thôi Oánh và Lý Thuấn Thần
- Các nữ anh hùng giả trai